# 서파푸아 민족해방군
서파푸아 민족해방군(인도네시아어: Tentara Pembebasan Nasional Papua Barat; 약칭 TPNPB)은 인도네시아에서 공식적으로 무장 범죄 단체(인도네시아어: Kelompok Kriminal Bersenjata, 약칭 KKB)로 불리며, 2021년 이후에는 분리주의 테러 단체(인도네시아어: Kelompok Separatis Teroris, 약칭 KST)로 불리는 인도네시아의 서뉴기니의 반군 단체이다. 자유 파푸아 운동의 무장 조직이다.
인도네시아 정치법률안보조정부에게 테러 조직으로 지정되었다.

## 지도부
2012년 12월, 자유 파푸아 운동은 골리앗 타부니를 TPNPB-OPM의 수장으로, 가브리엘 멜키제덱 아웜을 중장으로, 테리아누스 사토를 참모총장으로 임명했다.
이 조직은 서파푸아 연합해방운동 및 베니 웬다와 연관된 데미아누스 마가이 요기 휘하의 서파푸아 혁명군 또는 서파푸아군(WPA)과는 구별된다.

## 전술
TPNPB는 인도네시아 주도의 개발을 거부하며 산업 건물을 공격하고 파괴하기 위해 게릴라 전술을 사용한다. 공격에서는 정글도, 활과 화살, 도끼, 그리고 제한된 수의 권총과 소총을 사용하지만, 2020년대 이후 소총의 수가 증가했다.
2018년에서 2021년 사이에 자카르타에 본부를 둔 분쟁 정책 분석 연구소는 "최고 추정치"로 183건의 충돌에서 34명의 TPNPB 전투원과 52명의 인도네시아 정부군이 사망했다고 추정했다.

## 활동

### 2018년 은두가 학살
2018년 12월 1일, TPNPB는 인도네시아 파푸아주 (현재 파푸아고원주) 은두가군에서 건설 노동자를 향해 총격을 가했는데, TPNPB는 이들을 민간인 복장으로 위장한 군인이라고 믿었다. TPNPB는 이 공격에 대한 책임이 있다고 선언했으며, 이 공격으로 최소 24명의 인도네시아 건설 노동자가 사망했고 인도네시아 정부는 이를 "은두가 학살"(인도네시아어: Pembantaian Nduga)이라고 명명했다.

### 2022년 노골라이트 총격 사건
2022년 7월 16일, 약 20명으로 구성된 TPNPB 무장 괴한들이 인도네시아 파푸아고원주 은두가군의 농골라이트 마을(또는 노골라이트)에 진입했다. 공격자들은 식료품점 주인에게 총격을 가한 후, 화물 트럭을 타고 있던 다른 상인 7명에게도 총격을 가했다. 구경하던 4명도 총격을 받았다. 여러 차례 반군 대변인 세비 삼봄은 단체의 전투원들이 반군이 "전쟁 지역"으로 간주하는 지역에서 민간인들에게 떠나라고 경고했다고 말했다. 그는 또한 노동자들이 모든 인도네시아 정부 프로젝트에서 떠날 것을 촉구하며, 그렇지 않으면 보안군의 일부로 간주할 것이라고 경고했다. 인도네시아 정부는 자유 파푸아 운동의 군사 조직이 총격에 책임이 있으며, 특히 타부니와 에기아누스 코고야 그룹이 관련되었다고 밝혔다.

### 2023년 옥시빌 공격
2023년 1월 7일부터 1월 12일까지 TPNPB는 파푸아고원주의 빈탕 산맥군의 주도인 옥시빌을 주기적으로 공격했다. 파푸아 지방 경찰에 따르면, 빈탕 산맥은 분리주의자 공격에 취약한 7개 군 중 하나이다.

### 2023년 인질극
2023년 2월, TPNPB는 인도네시아 민간 전세 항공사인 수시 에어에 고용된 조종사 필립 메르텐스를 납치했다. 그는 서파푸아 은두가 지역의 외딴 고원지대인 파로 공항에 비행기를 착륙시킨 후 납치되었다. 군 당국은 조종사 수색을 시작했으며, 대략적인 위치를 파악했을 때 서파푸아 해방군의 기습 공격을 받았다고 밝혔다. 언론에 공개된 군 보고서에 따르면 최소 6명의 병사가 사망하고 21명은 정글로 도주했다. TPNB는 인도네시아 병사 13명을 살해했다고 주장했다. 군 당국은 한 명의 인도네시아 병사가 "깊은 계곡으로 떨어져" 사망했다고 밝혔다. 2023년 4월, TPNPB는 뉴질랜드 정부에 조종사 석방을 위한 협상을 요구했다. 그들은 뉴질랜드와 유엔이 그들에 대한 "인도네시아 정부의 군사 작전을 중단하도록 촉구할 의무"가 있다고 말했다. 2024년 8월 20일, 메르텐스는 거의 600일 만에 인질 생활에서 풀려났다.

## 주둔지
2018년 이전에는 TPNPB의 활동이 푼칵 자야군, 란니 자야군, 미미카군에 주로 국한되었다. 그러나 2020년대 초반에는 이 그룹이 다른 인근 지역으로 확장하여 한동안 일라가의 비행장을 장악하기도 했다.

## 같이 보기
- 서파푸아 혁명군